# De witte bolhoed
De witte bolhoed is het 42ste stripverhaal van Jommeke. De reeks wordt getekend door striptekenaar Jef Nys.

## Personages
- Jommeke
- Flip
- Filiberke
- Pekkie
- Annemieke
- Rozemieke
- Choco
- kleine rollen: Sam Peper, vissers, herbergier Pembroke e.a.

## Verhaal
Filiberke en Jommeke kopen een oude vaas op de rommelmarkt, maar Filiberke breekt ze daarna per ongeluk. Op een van de scherven vinden ze een tekst die hen aanmaant een witte bolhoed te krabben. Daarop besluiten ze met hun vrienden op zoek te gaan naar de witte bolhoed. Vooral de zoektocht van Flip en Choco leidt tot heel wat grappige situaties. Ze komen op het idee dat de bolhoed zich in Engeland zou kunnen bevinden, gezien Engeland het land van de bolhoed is. Met een vissersboot gaan ze naar Engeland. Op de boot ontmoeten ze een visser die van zijn grootvader het verhaal van de witte bolhoed gehoord heeft. Hij zou toebehoren aan een oud edelman die steeds een witte bolhoed droeg en die op zijn vraag naast hem begraven werd. Via het verhaal weten de vrienden dat ze bij het kasteel van Pembroke moeten zoeken.
Ze worden door de vissers aan land gebracht en overnachten in een herberg. De herbergier kan hen nog meer vertellen over de witte bolhoed van sir Jonatan Pimpeldon en bevestigt zo ook het verhaal van de vazen met een boodschap. Een van de gasten, Sam Peper, hoort hun verhaal en vermoedt dat er meer achter de witte bolhoed zit. De volgende dag volgt hij hen naar het vervallen kasteel van de Pimpeldons en de grafkapel waar de vrienden bij het graf van de oude heer de witte bolhoed vinden. Sam slaagt er echter in de bolhoed te bemachtigen door de Miekes te overweldigen. Met de hulp van de herbergier vinden ze Sam terug die er nog niet in geslaagd is het geheim van de witte bolhoed te weten te komen. Met een list slagen Flip en Choco erin de bolhoed terug te veroveren en Pekkie kan de boef afschudden. De vrienden ontdekken uiteindelijk dat de witte bolhoed in feite een gouden bolhoed is onder een witte stof. In de hoed vinden ze een boodschap van Jonatan Pimpeldon waarin hij bekendmaakt dat hij zijn fortuin niet aan zijn familie wil nalaten die hem verstoten had. Hij schonk alles aan de armen behalve de bolhoed die voor de eerlijke vinder is. De vrienden besluiten de bolhoed onder hen vieren te verdelen en een vijfde deel aan een goed doel te schenken.

## Achtergronden bij dit verhaal
- Dit is Jommekes eerste bezoek aan Engeland. Het is wel niet duidelijk waar dit verhaal zich afspeelt. Men spreekt van de plaats Pembroke, wat op de kustplaats Pembroke in Wales zou kunnen slaan. Dit betekent meteen dat dit verhaal zich in Wales en niet in Engeland afspeelt.
- Dit avontuurlijke verhaal is een van de typische schattenverhalen waarbij Jommeke en zijn vrienden een schat op het spoor zijn en daarna moeten beschermen tegen boeven. In tegenstelling tot eerdere schattenverhalen mogen Jommeke en zijn vrienden deze keer de schat voor zich houden, hoewel ze een deel aan het goede doel schenken. Andere schatten waren steeds eigendom van iemand anders of hadden een opdracht om ze uit te delen aan de armen.
- In 2017 verscheen het album Het kistje van Sir Pimpeldon waarin Jommeke en zijn vrienden terugkeren naar het kasteel uit dit album. Ook Sam Peper speelt weer een rol in dat album.